# Probota, Suceava
Probota este un sat ce aparține orașului Dolhasca din județul Suceava, Moldova, România.

## Obiective turistice
- Mănăstirea Probota - complex monahal fortificat construit de Petru Rareș, monument înscris pe lista patrimoniului cultural mondial UNESCO

## Imagini

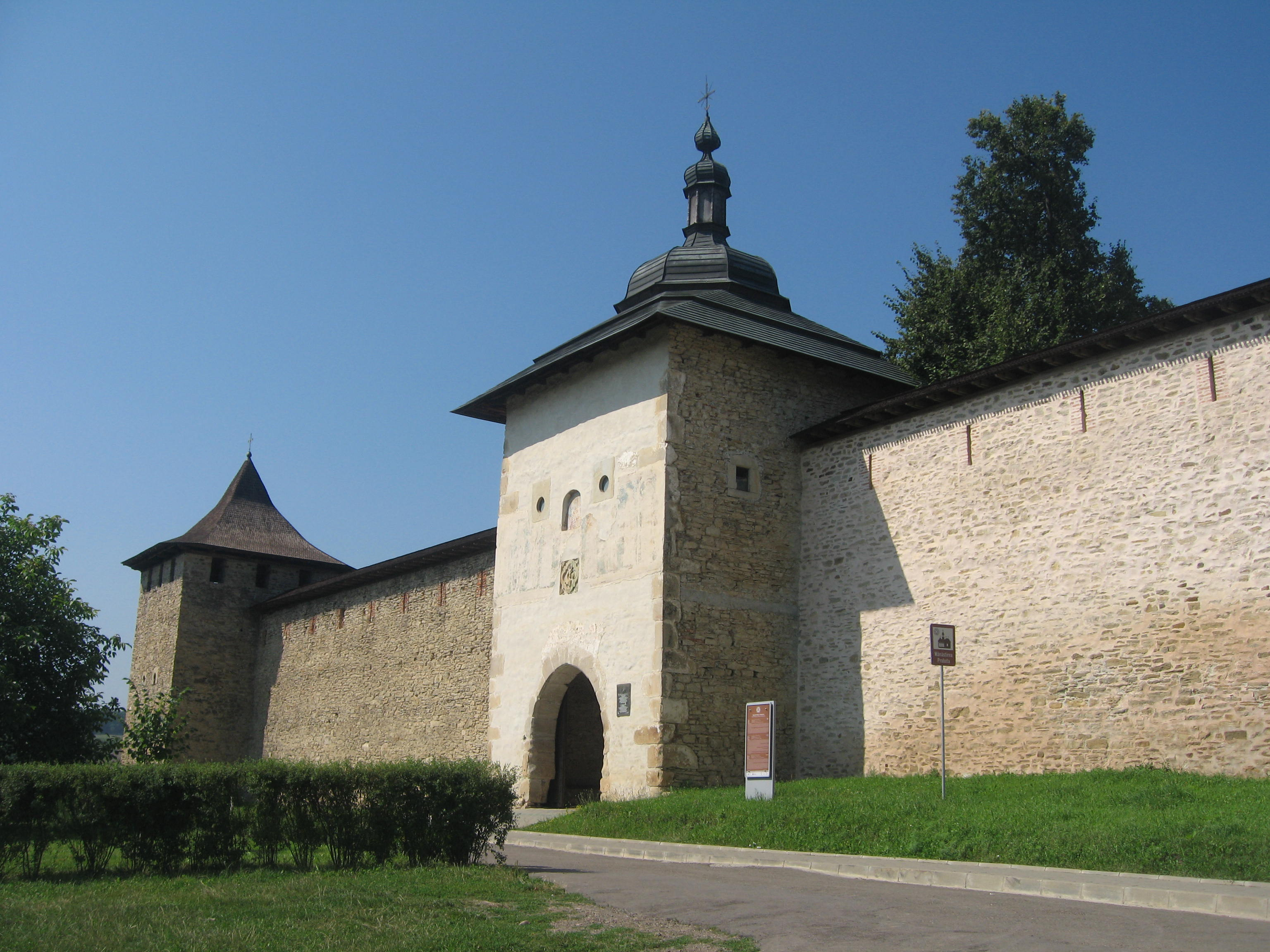
Mănăstirea Probota
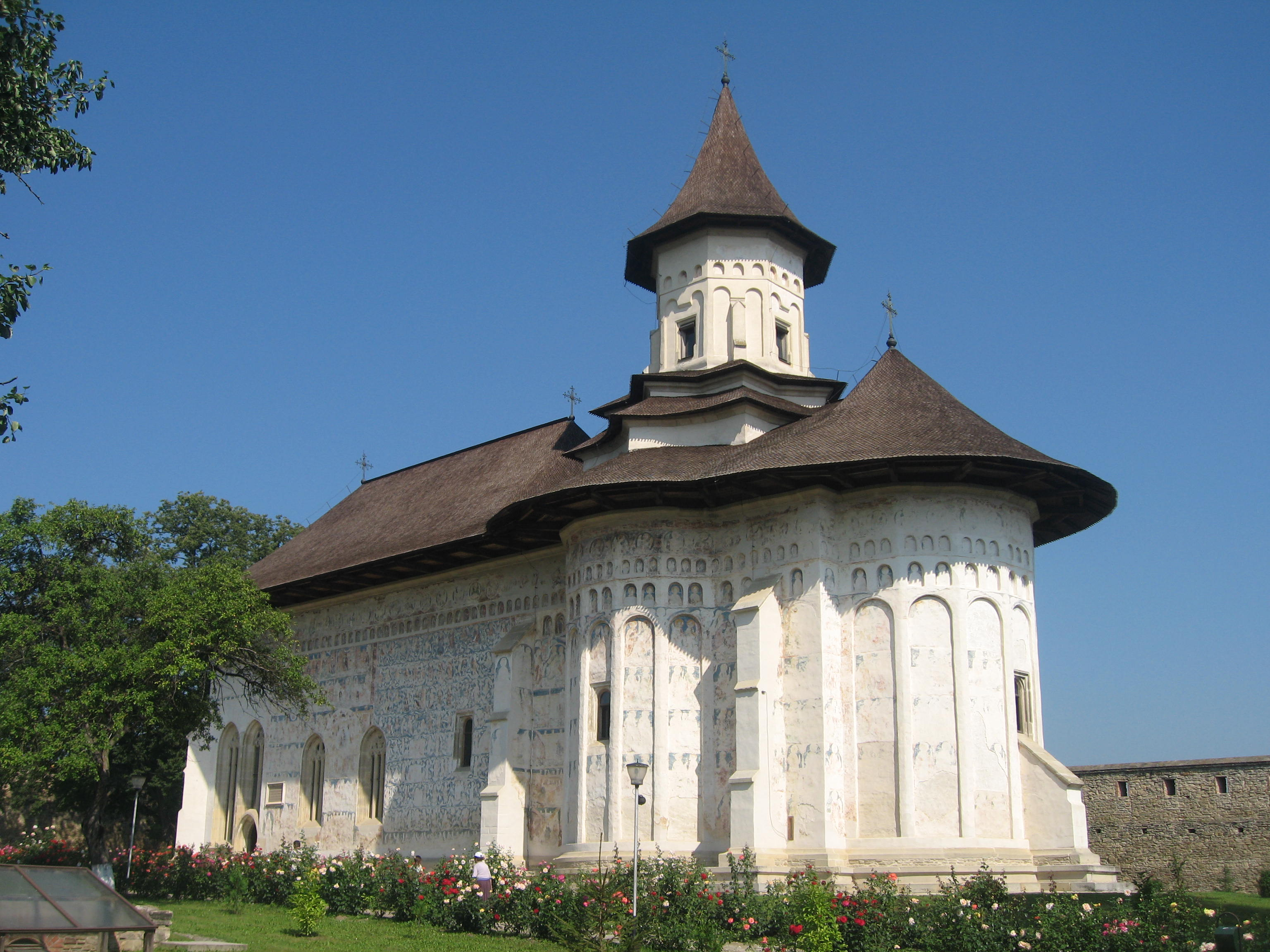
Biserica Mănăstirii Probota
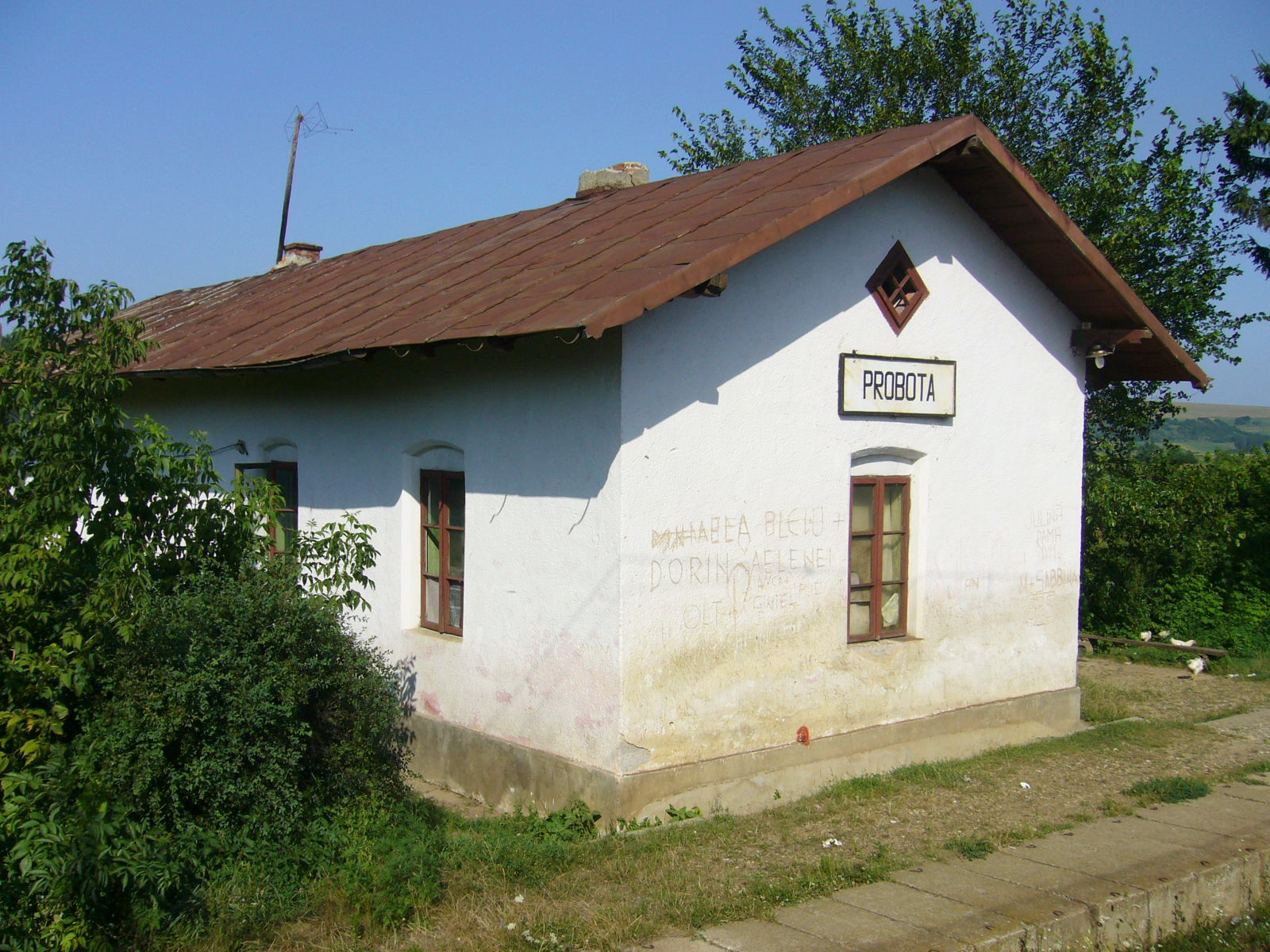
Halta Probota

 Acest articol despre o localitate din județul Suceava este deocamdată un ciot. Puteți ajuta Wikipedia prin completarea lui.